# Птолемей V Эпифан
Птолемей V Эпифа́н — царь Египта в 205/204/203—181/180 годах до н. э. из династии Птолемеев.

## Биография

### Захват власти Агафоклом и Сосибием
Птолемей V, сын Птолемея IV Филопатора и его сестры и жены Арсинои III, родился 9 октября (30 месори) 209 года до н. э., что было зафиксировано в надписи на Розетском камне. Скорее всего, через несколько недель он был объявлен соправителем отца; во всяком случае, к 25 фармути 13-го года правления отца (6 июня 208 года до н. э.) он уже носил этот титул. После смерти Птолемея IV Филопатора Птолемей V наследовал трон и стал единовластным царём Египта 28 ноября (17 фаофи) 203 года до н. э., в малолетнем возрасте.
Естественно было бы предположить, что опекуном маленького царя и регентом государства должна была бы стать его мать Арсиноя. Однако тем людям, которые захватили управление страной при вечно пьяном и развратном Птолемее IV Филопаторе, нежелательно было допускать до власти Арсиною. При жизни Филопатора Арсиноя не могла ничего предпринять против Агафокла и его приспешников, но как только Филопатор умер, Арсиноя стала опасной, так как на её стороне была народная любовь. Поэтому, прежде чем объявить о смерти царя, до того как Арсиноя появится на людях, Агафокл и Сосибий решили убить её. Однако подстроить убийство таким образом, чтобы слухи о нём не поползли за пределами дворца и не навлекли народного гнева на их головы, было делом не лёгким. Если царица внезапно умрёт или исчезнет, многие во дворце непременно узнают об этом — царские прислужницы были преданы Арсиное, — и поэтому убийство следовало совершить таким способом, который не вызвал бы подозрения у людей, не вовлечённых в заговор. Задача потребовала тщательной организации, поскольку было привлечено несколько исполнителей под предводительством некого Филаммона, друга Агафокла, и заговорщики вели между собой переписку. Одно письмо попало в руки постороннего лица, который мог бы разоблачить заговор и спасти царицу, если бы он был ей предан. К несчастью для неё, он не был ей предан, и убийство удалось. Агафокл и Сосибий объявили о смерти царя и царицы и прочитали подложное завещание, в котором значилось, что царь оставляет Агафокла и Сосибия опекунами сына. Малолетний Птолемей V был передан на попечение Энанфы и Агафоклеи, матери и сестры Агафокла.
Какое-то время Сосибий и Агафокл сохраняли своё высокое положение в Александрии. Но они понимали, что со всех сторон им грозила опасность. Её представляли другие придворные, лелеющие собственные честолюбивые планы, причём некоторые из них, например Филаммон, были посвящены в убийство царицы; наёмные войска, которые могли проникнуться народным гневом на недостойных опекунов юного царя. И наконец, существовала внешняя угроза со стороны Антиоха III, царя Государства Селевкидов и Филиппа V, царя Македонии. Антиох мог снова напасть на Келесирию, Филипп — на владения Птолемеев в Эгейском море, не говоря уже о восстаниях местного населения Египта, продолжавшихся ещё с предыдущего царствования, подавить которые пока не удалось.
Сосибий и Агафокл приняли все меры, которые смогли. Все выдающиеся люди при дворе были изгнаны из Египта. Филаммон стал ливиархом, то есть губернатором Киренаики. Птолемей, сын Агесарха, отправился послом в Рим. Скопас, этолийский военачальник, получил задание поехать в Грецию и набрать новых наёмников, которые должны были занять александрийские лагеря и укомплектовать дворцовую стражу, тогда как прежних убрали подальше от Александрии и небольшими отрядами разбросали по гарнизонам в Верхнем Египте и отдалённых зависимых странах. Сын старого Сосибия по имени Птолемей уехал послом в Македонию, чтобы по возможности помешать Филиппу объединиться с Антиохом и ударить по владениям Птолемеев, а послом к Антиоху отправился Пелопс, сын Пелопса. Ещё до смерти Филопатора Антиох начал занимать владения Птолемеев в Малой Азии. Пелопс должен был убедить его соблюдать договор, заключённый с Филопатором. Письмо от Антиоха в Амизон подле Тралл, где он обещает его жителям привилегии, которыми они пользовались при Птолемее, датируется маем или июнем 203 года до н. э.
Однако Агафокл вёл невоздержанную жизнь. Этот выскочка не сдерживал ни гордости, ни похоти. Народный гнев ждал только подходящего вождя, чтобы прорваться. Что же до старого Сосибия, то о нём больше ничего не слышно, и, должно быть, он умер вскоре после воцарения нового правителя. Вождь нашёлся в 202 году до н. э. в лице Тлеполема, которого Агафокл назначил стратегом в Пелусий, чтобы подготовить оборону границы на случай, если Антиох снова завоюет Палестину. Вскоре Пелусий стал центром восстания против Агафокла. Когда войска и население в Александрии перешли на сторону Тлеполема, участь Агафокла и его сообщников была решена. Толпа захватила дворец. Маленький царь был передан войску. Затем молодой Сосибий, сын старого интригана, командир телохранителей, дальновидно перешедший на сторону народа, спросил царя, отдаёт ли он убийц матери людскому мщению, а когда испуганный ребёнок изъявил своё согласие, Сосибий приказал кое-кому из телохранителей объявить царскую волю. Напрасно Агафокл и Агафоклея просили о пощаде, александрийцы предались оргии самосуда.

«Первым вскоре выведен был Агафокл в оковах. Чуть он взошёл, как несколько человек подбежали к нему и тут же закололи, оказав ему этим скорее услугу, нежели обиду, так как освобождали от расправы по заслугам. За Агафоклом выведен был Никон, потом Агафоклея нагая вместе с сёстрами, за ними следовали прочие родственники. Наконец, выведена была Энанфа, которую мятежники силою извлекли из святилища Деметры и нагую, верхом на лошади вывели на ристалище. Все родственники разом отданы были на жертву толпе, и мятежники кусали их, кололи копьями, вырывали глаза; чуть кто падал, его терзали на куски, и так замучили всех до последнего. Вообще египтяне в ярости страшно свирепы. В это самое время несколько девушек, воспитывавшихся вместе с Арсиноей, узнали, что Филаммон, руководивший умерщвлением царицы, прибыл из Кирены в Александрию за три дня до того, бросились к его дому, ворвались в него, Филаммона положили на месте камнями и палками, задушили сына его, едва вышедшего из детского возраста, наконец жену Филаммона раздели, поволокли на улицу и там убили. Таков был конец Агафокла, Агафоклеи и родственников их».

### Имя
| G5 |

| G5 |

| V28 | E34 · N35 | W24 · V1 | A17 | N28 · D36 | Y1V | G17 | M23 | A44 | D2 · Z1 | Q1 | X1 · O1 | X1 · I9 · I9 |

| V28 | E34 · N35 | W24 · V1 | A17 | N28 · D36 | Y1V | G17 | M23 | A44 | D2 · Z1 | Q1 | X1 · O1 | X1 · I9 · I9 |

| G16 |

| G16 |

| G37 · D21 | F9 · F9 | Z9 · D40 | S29 | U32 | M13 | M13 | S29 | F35 | N16 · Z1 · N23 | O5 · X1 · O49 | U22 | F34 · Z1 | Aa1 · D21 | Z1 | R8 | Z1 | R8 | Z1 | R8 |

| G37 · D21 | F9 · F9 | Z9 · D40 | S29 | U32 | M13 | M13 | S29 | F35 | N16 · Z1 · N23 | O5 · X1 · O49 | U22 | F34 · Z1 | Aa1 · D21 | Z1 | R8 | Z1 | R8 | Z1 | R8 |

| G8 |

| G8 |

| M13 | S34 | S3 | N5 | G17 | A1 | Z3 | V30 · W4 | Q3 · X1 | V28 | C12 | W19 | M17 | U33 | M17 | M17 | A23 | N6 | W19 |

| M13 | S34 | S3 | N5 | G17 | A1 | Z3 | V30 · W4 | Q3 · X1 | V28 | C12 | W19 | M17 | U33 | M17 | M17 | A23 | N6 | W19 |

| nswt&bity |

| nswt&bity |

| W10 | R8 | W10 | R8 | N36 · W10 · W10 | F44 · N35 | Q3 · X1 | V28 | U21 | F12 | D28 | C2 | C12 | S42 | S34 |

| W10 | R8 | W10 | R8 | N36 · W10 · W10 | F44 · N35 | Q3 · X1 | V28 | U21 | F12 | D28 | C2 | C12 | S42 | S34 |

| W10 | R8 | W10 | R8 | N36 · W10 · W10 | F44 · N35 | Q3 · X1 | V28 | U21 | F12 | D28 | C2 | C12 | S42 | S34 |

| W10 | R8 | W10 | R8 | N36 · W10 · W10 | F44 · N35 | Q3 · X1 | V28 | U21 | F12 | D28 | C2 | C12 | S42 | S34 |

| W10 | R8 | W10 | R8 | N36 · W10 · W10 | F44 · N35 | Q3 · X1 | V28 | U21 | F12 | D28 | C2 | C12 | S42 | S34 |

| W10 | R8 | W10 | R8 | N36 · W10 · W10 | F44 · N35 | Q3 · X1 | V28 | U21 | F12 | D28 | C2 | C12 | S42 | S34 |

| W10 | R8 | W10 | R8 | N36 · W10 · W10 | F44 · N35 | Q3 · X1 | V28 | U21 | F12 | D28 | C2 | C12 | S42 | S34 |

| W10 | R8 | W10 | R8 | N36 · W10 · W10 | F44 · N35 | Q3 · X1 | V28 | U21 | F12 | D28 | C2 | C12 | S42 | S34 |

| W10 | R8 | W10 | R8 | N36 | U21 · N35 | Q3 · X1 | V28 | F12 | D28 | C2 | C12 | S42 | S34 |

| W10 | R8 | W10 | R8 | N36 | U21 · N35 | Q3 · X1 | V28 | F12 | D28 | C2 | C12 | S42 | S34 |

| W10 | R8 | W10 | R8 | N36 | U21 · N35 | Q3 · X1 | V28 | F12 | D28 | C2 | C12 | S42 | S34 |

| W10 | R8 | W10 | R8 | N36 | U21 · N35 | Q3 · X1 | V28 | F12 | D28 | C2 | C12 | S42 | S34 |

| W10 | R8 | W10 | R8 | N36 | U21 · N35 | Q3 · X1 | V28 | F12 | D28 | C2 | C12 | S42 | S34 |

| W10 | R8 | W10 | R8 | N36 | U21 · N35 | Q3 · X1 | V28 | F12 | D28 | C2 | C12 | S42 | S34 |

| W10 | R8 | W10 | R8 | N36 | U21 · N35 | Q3 · X1 | V28 | F12 | D28 | C2 | C12 | S42 | S34 |

| W10 | R8 | W10 | R8 | N36 | U21 · N35 | Q3 · X1 | V28 | F12 | D28 | C2 | C12 | S42 | S34 |

| G39 | N5 |

| G39 | N5 |

| Q3 · X1 | V4 | E23 · Aa15 | M17 · M17 · S29 · S34 | D&t&N17 | Q3 · X1 | V28 | U6 |

| Q3 · X1 | V4 | E23 · Aa15 | M17 · M17 · S29 · S34 | D&t&N17 | Q3 · X1 | V28 | U6 |

| Q3 · X1 | V4 | E23 · Aa15 | M17 · M17 · S29 · S34 | D&t&N17 | Q3 · X1 | V28 | U6 |

| Q3 · X1 | V4 | E23 · Aa15 | M17 · M17 · S29 · S34 | D&t&N17 | Q3 · X1 | V28 | U6 |

| Q3 · X1 | V4 | E23 · Aa15 | M17 · M17 · S29 · S34 | D&t&N17 | Q3 · X1 | V28 | U6 |

| Q3 · X1 | V4 | E23 · Aa15 | M17 · M17 · S29 · S34 | D&t&N17 | Q3 · X1 | V28 | U6 |

| Q3 · X1 | V4 | E23 · Aa15 | M17 · M17 · S29 · S34 | D&t&N17 | Q3 · X1 | V28 | U6 |

| Q3 · X1 | V4 | E23 · Aa15 | M17 · M17 · S29 · S34 | D&t&N17 | Q3 · X1 | V28 | U6 |

| Q3 | R8 | N5 |

| Q3 | R8 | N5 |

| R8 | I9 · Aa15 · D54 |

| R8 | I9 · Aa15 · D54 |

| R8 | O1 · D21 · D54 | V30 | F35 | F35 | F35 |

| R8 | O1 · D21 · D54 | V30 | F35 | F35 | F35 |

| Z1 | R8 | Z1 | R8 | O1 · D21 · D54 |

| Z1 | R8 | Z1 | R8 | O1 · D21 · D54 |

| R8 | N5 | R8 |

| R8 | N5 | R8 |

### Тлеполем
Тлеполем заступил на место Агафокла в качестве регента. Но Тлеполем не преуспел. По словам Полибия:

«Тлеполем, управлявший делами египетского царства, был молод и всё время пышно жил в лагерях. От природы он был надменен, тщеславен, а в управлении делами государства проявлял много достоинств, но и столько же недостатков. Так, на поле сражения он был искусный военачальник, умел руководить военными действиями, был мужествен и обладал способностью ладить с солдатами. Напротив, Тлеполем был совершенно не способен к ведению запутанных дел, требующих внимания и осторожности, бережливости и вообще хозяйственной распорядительности. Благодаря этим свойствам он скоро не только пошатнул государство, но и сократил его пределы. Завладев государственной казной, Тлеполем чуть не целые дни проводил в игре в мяч или в вооружённых состязаниях с юными сверстниками, а после игр тотчас устраивал попойки, и в этом проходила большая часть его жизни. Если иногда какой-нибудь час в день он уделял на приёмы, то раздавал или, говоря точнее, расшвыривал государственные деньги являвшимся из Эллады послам, актёрам, больше всего начальникам придворных отрядов и солдатам. Вообще он не умел отказывать; лишь бы кто обратился к нему с льстивою речью, Тлеполем охотно отдавал всё, что попадалось ему на глаза. Вследствие этого зло росло и ширилось само собою. Всякий неожиданно облагодетельствованный расточал перед Тлеполемом лесть в благодарность за прежнее одолжение и в расчёте на будущее. А он, принимая от всех похвалы себе и здравицы на пирушках, зная, что по всему городу имя его прославляется в надписях и в весёлых песнях, исполняемых певцами, возмечтал о себе, становился всё надменнее, а на милости чужеземцам и солдатам всё расточительнее».
Антиох и Филипп заключили договор, чтобы совместно напасть на владения Птолемея. Антиох снова вторгся в Финикию и Келесирию, как за семнадцать лет до того, а Филипп изгнал египетские гарнизоны из городов, которые они удерживали на островах и побережье Эгейского моря. В 202 году до н. э. его флот взял Самос и вторгся в Карию. К концу года Эфес остался практически единственным городом на восточных берегах Эгейского моря, который ещё принадлежал дому Птолемеев. Тем временем, вероятно в 202 году до н. э., Антиох вторгся в Келесирию и отбросил египетские силы вплоть до пустыни между Палестиной и Египтом. Город Газа пал лишь после продолжительной осады (осенью 201 года до н. э.).

«Справедливость и долг требуют воздать подобающую хвалу жителям Газы. Не уступая жителям Келесирии в военном мужестве, газяне далеко превосходят их честностью и верностью в отношении к союзникам и сверх всего обладают несокрушимою отвагою. Ради соблюдения верности Птолемею они сделали всё, что могли».
По всей видимости, Яффа ещё в 200 году до н. э. продолжала чеканку монет с изображением Птолемея V.
Примерно в то же время в Александрию снова явились послы из Рима — Марк Эмилий Лепид и ещё двое. Когда римские послы приезжали в Египет десятком лет раньше, Ганнибал сильно теснил римлян; теперь же послы прибыли из победившего Рима, чтобы официально объявить о его триумфе над Карфагеном дружественному птолемеевскому двору, а на самом деле, разумеется, чтобы получить сведения о ситуации в Леванте ввиду надвигающейся войны Рима с Филиппом. В связи с этим посольством любопытно утверждение, которое мы находим у поздних авторов, что Марк Лепид стал опекуном юного царя с правом управлять царством от его имени. В таком виде эти слова, безусловно, являются ложными. Не говоря о том, что они отсутствуют в наиболее достоверных письменных источниках (в сочинениях Полибия и Ливия), невозможно согласовать такое положение Марка Лепида с другими фактами, которые мы знаем о его деятельности и об истории той эпохи. Однако сохранилась монета, изготовленная в Риме более поздними членами рода Лепидов, вероятно в 54 году до н. э., на которой их предок Марк Лепид изображён возлагающим венец на мальчика-царя с надписью «TVTOR REGIS» («Царский опекун»). Хотя вполне понятно, почему потомки распространяли легенду о своём предке, но кажется маловероятным, что она могла возникнуть, не имея под собой никаких оснований. Можно предположить, что Лепид действовал в Риме в качестве официального защитника интересов Египта, в качестве царского патрона. Неизвестно, верно ли дальнейшее утверждение Юстина о том, что одновременно с тем, как Лепид отбыл в Египет, Рим также отправил послов к Антиоху, предостерегая его, «чтобы он воздержался от захвата царства мальчика-сироты, отданного под защиту сената по предсмертной просьбе отца». Кажется, это не подразумевает, что Филопатор сделал Рим опекуном сына в своём официальном завещании. Возможно, Птолемей Филопатор всего лишь в ходе дипломатической корреспонденции с Римом выразил надежду, что сын после его смерти сможет и дальше пользоваться дружественной поддержкой римского народа и это стало достаточным, чтобы дать предлог римским государственным деятелям и положить начало литературной традиции, возникшей у позднейших авторов, любителей утрировать, что Египет был отдан под власть Рима.

### Аристомен
То, как легко иноземным противникам удалось расхитить владения Птолемеев, доказало несостоятельность Тлеполема в качестве регента. Примерно через год его сменил другой регент — Аристомен, начальник царских телохранителей, родом из Акарнании. К своему позору, он был другом и льстецом Агафокла, но, по словам, Полибия, выказал себя прекрасным и добродетельным правителем, когда сам пришёл к власти.

«Человек этот — акарнан по происхождению; говорили, что он в зрелом возрасте, когда сделался властным распорядителем государства, с таким же умением и достоинством руководил царём и управлял делами, как раньше в пору счастья Агафокла угождал этому последнему. Так, он первый оказал Агафоклу высокую честь, какая обыкновенно достаётся на долю только царям, именно: у себя на пиршестве Аристомен ему одному из всех гостей поднёс золотой венец. Он же первый решился носить изображение Агафокла на перстне, а когда у него родилась дочь, назвал её Агафоклией. Сказанного об этом, я думаю, достаточно».
С акарнанийским регентом был тесно связан нанятый Агафоклом этолиец Скопас. Скопасу, считавшемуся хорошим воином, хотя он и питал страсть к наживе, регент, несомненно, доверил высшее руководство военными делами царства. Зимой 202/201 года до н. э. Скопасу удалось успешно очистить ряд городов Южной Палестины от войск Антиоха, и среди них Иерусалим. Он оставил в Иерусалиме гарнизон и вернулся в Египет, взяв с собой глав еврейской аристократии, которые поддерживали Птолемея. Затем видимо весной 200 года до н. э. он вернулся в Палестину, чтобы выступить в новый поход, и снова успешно отбросил селевкидские силы до самого Ливана.
Но какую бы славу ни заслужил Скопас этими успехами, она оказалась непрочной. Антиох двинулся на юг, чтобы в третий раз завоевать Келесирию. Там, где путь через Ливан подходит к Палестине, в месте, которое греки называли Панион — по святилищу какого-то семитского бога, отождествляемого греками с Паном, у истоков Иордана, — египетская армия под началом Скопаса встретила селевкидскую армию во главе с Антиохом. Селевкидский царь одержал полную победу и при этом уничтожил значительную часть египетского войска. После вековой борьбы битва при Панионе решительно положила конец правлению династии Птолемеев в Палестине. Антиох восстановил свою власть в вожделенной провинции, на этот раз навсегда. Сам Скопас, пережив осаду в Сидоне, вернулся в Египет.
Скопас с преданными ему массами наёмных войск всё ещё пользовался большим влиянием в Александрии. При помощи Харимарта, своего главного доверенного лица, который в своё время был правителем в «слоновьей» стране, он накопил такие богатства, что Полибий называет их «грабежом царства». Он замыслил совершить государственный переворот, который поставил бы его у верховной власти. Однако Аристомен опередил его, арестовал в его же доме и отправил на суд совета. Выдающихся представителей греческих государств, которые находились в тот момент в Александрии, и в том числе этолийских послов, пригласили присутствовать на суде в роли заседателей, чтобы весь греческий мир увидел доказательство того, что Скопас осуждён по закону. Скопас вместе с соучастниками и родственниками был приговорён к смерти и отравлен.
Видимо, вскоре после этого Аристомен решил, что настало время отпраздновать совершеннолетие юного царя. Тогда (в октябре 197 года до н. э.) ему было всего двенадцать лет, но, разумеется, Египту как можно скорее был нужен царь, обладающий персональной властью, пусть даже с некоторой натяжкой. В Александрии состоялась церемония вступления правителя на престол, по-гречески — анаклетерия.

«Придворные занялись приготовлениями к провозглашению Птолемея царём не потому, чтобы возраст царя побуждал их спешить с этим, а потому, что они были убеждены, что управление приобретёт устойчивость и снова начнётся время процветания государства, если будут думать, что царь стал самодовлеющим правителем. Сделав пышные приготовления к празднеству, они совершили его с великолепием, приличествующим царскому сану».
Для пятого Птолемея выбрали прозвище Теос Эпифан («Явленный Бог»), к которому иногда в официальных документах прибавлялось второе прозвище — Эвхарист («Благодатный»).
После греческой анаклетерии последовала ещё одна церемония, которая, насколько известно, была нововведением для династии Птолемеев. В древней столице Мемфисе египетские жрецы провели обряд венчания маленького царя на царствование, как приличествовало египетскому фараону. Это была очередная зрелищная мера, чтобы обеспечить верность египтян иноземным владыкам.

### Заключение мирного договора и женитьба Птолемея на Клеопатре
После завоевания Келесирии Антиох не пытался вторгнуться в сам Египет. Наши данные не позволяют сказать, когда война между двумя царствами прекратилась. Известно только, что либо по условиям мирного договора, либо немного погодя после его заключения дочь Антиоха Клеопатра обручилась с юным Птолемеем. Из Тита Ливия известно, что, беседуя с римскими послами в Лисимахии летом 196 года до н. э., Антиох уже заявлял, что «у него с Птолемеем дружба: они договариваются о том, чтобы вскорости породниться». С другой стороны, в предыдущем году Антиох занимался тем, что захватывал приморские города Киликии и Ликии, подчинённые Птолемею, и зиму провёл в захваченном Эфесе. Весной 196 года до н. э. он присоединил к своему царству районы Фракии и Галлипольский полуостров, принадлежащий ранее Птолемею. А уже сделав вышеуказанное заявление, он составил план (который в итоге провалился из-за бури разметавшей флот и потопившей множество кораблей) захвата Кипра одним ударом. Это не похоже на дружественный союз. Быть может, Антиох считал Египет в его тогдашнем положении настолько слабым, что захватил его заморские владения, не боясь, что александрийский двор посмеет разорвать с ним отношения. А может на его действия повлиял неведомо кем принесённый слух о смерти царя Птолемея.
Зимой 193/192 года до н. э. в Рафии, где тогда проходила граница Селевкидского государства, состоялось бракосочетание Птолемея Эпифана (в возрасте шестнадцати лет) и дочери Антиоха Клеопатры. В скреплённом браком договоре между Антиохом и Птолемеем по большей части, очевидно, речь шла о приданом, которое Клеопатра должна была принести Египту. У нас уже нет возможности узнать условия этого соглашения. В следующем поколении оно привело к возникновению разногласий между двумя династиями, и если его считали спорным люди, у которых были все необходимые документы, то современным учёным, в распоряжении которых нет источников по данной теме, бессмысленно строить догадки в полной темноте. Мы можем довольно уверенно сказать, что Келесирия каким-то образом фигурировала в договоре, так как в сочинениях Полибия и Аппиана содержится подтверждение того, что утверждал александрийский двор в следующем поколении: Антиох якобы согласился уступить Келесирию в качестве доли приданого. Антиох IV отрицал какое-либо соглашение подобного рода, и действительно, было бы совсем невероятно, если бы Антиох III после всех своих мытарств, заполучив территорию, которой его предки домогались целое столетие, шесть лет спустя согласился отдать её назад. Кроме того, достоверно известно, что Птолемей после бракосочетания никогда не осуществлял никакой власти в Келесирии, а Селевкиды, напротив, правили там без помех. Однако александрийский двор должен был иметь какие-то причины для этого голословного заявления. Вполне могло быть так, что Антиох Великий согласился отписать дочери, когда она станет египетской царицей, доходы, получаемые его правительством с Келесирии или с отдельных её районов. Видимо, нечто подобное может лежать в основе утверждения Иосифа Флавия, что доходы с Келесирии «делились между двумя властелинами».

### Последние годы правления
Об истории Египта в оставшиеся годы правления Птолемея Эпифана мало что известно. Главный вопрос внешней политики, который стоял перед александрийским двором в годы после бракосочетания, состоял в том, какую позицию следовало ему занять в борьбе между Антиохом и Римом. Видимо, Аристомен, который оставался главным советником молодого царя даже после того, как перестал быть регентом, желал привлечь Птолемея на сторону Селевкидов. С другой стороны, при александрийском дворе были влиятельные люди, так глубоко убеждённые в том, что Рим вскоре станет сильнейшей державой мира, что выступали за дружбу с ним любой ценой.
Аристомен начал надоедать Птолемею, уже достигшему совершеннолетия. Когда царь был ребёнком, положение регента позволяло Аристомену управлять его поступками и держать на верном пути, и, может быть, старик недостаточно быстро изменил своё поведение, когда мальчик превратился в довольно жёсткого и властного молодого мужчину. Известна история о том, как однажды царь заснул в своём кресле во время аудиенции с иностранными послами, и Аристомен позволил себе дать тому пощёчину. Враги старого советника не упустили шанса. Они нашептали на ухо царю, что Аристомен принародно совершил ужасный акт неуважения к царской персоне. Возможно, Птолемей выслушал их с благосклонностью, потому что сам чувствовал: пора избавиться от неустанного надсмотрщика. Царь приказал Аристомену выпить напиток из болиголова.
Место Аристомена занял его соперник Поликрат из Аргоса, который гордился принадлежностью к старинному роду, происходившему из одного из самых древних греческих городов. Так как именно Поликрат обучал туземных новобранцев, участвовавших в сражении при Рафии за двадцать шесть лет до того, он сам уже должен был состарится. Ещё при малолетнем царе он завоевал большое уважение в бытность свою правителем Кипра тем, что преданно и эффективно правил островом. Но в преклонном возрасте, как пишет Полибий, он приобрёл себе большое состояние и весь погряз в разврате и пороках. Его внешняя политика, противоположная политике Аристомена, отличалась чрезвычайным подобострастием перед Римом и враждебностью к державе Селевкидов. Весной 191 года до н. э., когда Антиох вторгся в Грецию, в Рим было отправлено посольство с деньгами (почти 330 кг золота и более 6,5 т серебра); римляне выразили признательность, но отказались принять дар. Они не желали быть чем-либо обязанными Птолемею, когда после войны будет заключаться мир. В следующем 190 году до н. э., когда римляне выгнали Антиоха из Греции, Птолемей снова отправил к ним посольство, убеждая их нанести удар по Антиоху в Азии и предоставляя ресурсы Египта в их распоряжение. И снова Рим отклонил предложение. Когда в битве при Магнезии (190 год до н. э.) римляне наконец сокрушили Антиоха, они отняли у Селевкидов все их малоазийские территории севернее Пергама, но ничего не дали Египту — даже Келесирию. Раболепство Поликрата принесло Птолемею позор и минимум выгоды.
Возможно, после этого у Поликрата появилась мысль о том, чтобы заставить Египет занять более активную позицию и после должной подготовки попытаться собственными силами вернуть Келесирию, отвоевав её у ослабевшего царства Селевкидов. В 187 году до н. э. старый Антиох Великий умер или погиб где-то за Тигром, а его сын Селевк IV Филопатор, казалось, был не способен или не расположен предпринимать какие-либо шаги. В 185 году до н. э. александрийский двор старался, хотя без особого успеха, наладить более тесные отношения с Ахейским союзом, несомненно выполняя план по возобновлению активных действий в Восточном Средиземноморье. Примерно в то же время Аристоник, евнух при египетском дворе, отправился в Грецию, чтобы навербовать новых солдат.
По словам Полибия, молодой царь не принимал личного участия в военных операциях. Не то чтобы он был слабохарактерным сластолюбцем, как его отец. Это был молодой мужчина, умелый в искусстве обращаться с лошадьми и оружием, который больше всего любил развлечения на открытом воздухе, охоту и спортивные состязания — однажды он сшиб быка с ног и убил его ударом дротика. Он был истинным македонянином, но его физическая сила и храбрость имела некоторый налёт грубой жестокости и бессердечия. Не праздность и не трусость мешали ему получить военный опыт; это была стратегия Поликрата, который предпочитал держать военные дела полностью в своих руках, а царю оставлять его спортивные развлечения. Возможно, если бы Птолемей Эпифан прожил дольше, он бы успел возглавить армию, чтобы отобрать Келесирию у Селевкидов.

### Восстания египтян
В течение всех этих лет продолжались восстания египтян («Великое восстание»), начавшиеся ещё в правление Птолемея IV Филопатора. Враждебные группировки возглавляли два человека, чьи имена читаются как Анмахис и Хермахис. Возможно это были египтяне, стремившиеся стать фараонами, или же эфиопские вожди, которые воспользовались шансом сделать набег на Верхний Египет. Так или иначе, дружественные сношения, существовавшие при Филопаторе между александрийским и мероитским двором, при Эпифане сменился враждой. Позднее картуши Эргамена на острове Филы были уничтожены. Один из сохранившихся фрагментов из сочинения Агатархида гласит: «Птолемей собрал войско в 500 всадников из Греции для войны с эфиопами». Там не говорится, какой Птолемей имеется в виду, но в других фрагментах мы находим отрывки речи, якобы адресованной к юному царю его опекуном, где тот даёт советы, как вести войну с эфиопами. Это согласуется с гипотезой, что Агатархид имел в виду молодого Птолемея Эпифана. Один папирус упоминает о передвижении египетских войск при Эпифане из Фив в сторону верховьев Нила.
Имеется единичное упоминание об осаде Абидоса в 200—199 годах до н. э. 
Затем, в 197 году до н. э. в Дельте мы встречаем опасных мятежников. Розеттский камень рассказывает:

[Птолемей]… явившись в Ликополь в Бусирисском номе, который был захвачен и укреплён с целью выдержать осаду, причём туда было доставлено и большое количество оружия и другого снаряжения [так как в этом городе собрались мятежные духом нечестивцы, которые причинили много зла храмам и жителям Египта], и окружив этот город, возвёл вокруг него насыпи и сложные укрепления и вырыл рвы; но ввиду того, что Нил в 8-й год [его царствования] поднялся очень высоко и как обычно, грозил затопить долины, предотвратил это, закрыв во многих местах устья каналов, истратив на это немалое количество денег; выставив всадников и пеших воинов для их охраны, он вскоре приступом взял город и сокрушил всех находившихся в нём нечестивцев, а предводителей восставших при его отце, разоривших страну и творивших несправедливости по отношению к храмам, он, явившись в Мемфис и мстя за отца и за свой венец, наказал их, как они заслуживали.

Ему вторит Полибий:

Когда царь Египта Птолемей осадил Ликополь, египетские владыки были так напуганы этим оборотом дела, что отдали себя во власть царя. Птолемей поступил с ними жестоко и тем навлёк на себя большую беду.

Туманная фраза Полибия, возможно, означает, что жестокость царской реакции спровоцировала затем ещё более яростные мятежи.
Неизвестно, какую долю египетского народа заразил дух национального восстания. Вероятно, основная часть оставалась тихой и покорной. Двор, во всяком случае, считал благоразумным совершать множество благодеяний. Розеттский камень продолжает:

[Птолемей]… оказал многие благодеяния храмам и тем, кто в них находится, и всем своим подданным; [и] будучи благосклонно расположенным к богам, он пожертвовал в храмы доходы в виде денег и продовольствия и понёс большие издержки с тем, чтобы привести Египет в процветание и воздвигнуть храмы, и будучи щедрым в меру своих сил, из получаемых в Египте доходов и налогов он некоторые совершенно отменил, а другие облегчил, чтобы народ и все остальные в его царствование пребывали в благоденствии; а долги перед царской казной, которые лежали на египтянах и жителях других частей его царства и которые были очень велики, он простил; а заключённых в тюрьмах и тех, кто уже давно был обвинён, он освободил от обвинений; и приказал, чтобы доходы храмов и ежегодное пособие в виде продовольствия и денег, а также доля, надлежащая богам с виноградников, садов других земель, которые принадлежали богам во времена его отца, остались прежними; и приказал также в отношении жрецов, чтобы они платили налоги при посвящении не больше, чем столько, сколько было назначено во времена его отца и до первого года [нынешнего царствования]; и он освободил членов священных „племён“ от ежегодного плавания в Александрию; и приказал отменить вербовку на флот; а налог на льняную ткань, уплачиваемый храмами в царскую казну, убавил до двух третей; и всё, что оставалось в небрежении прежде, привёл в порядок, желая, чтобы то, что традиционно совершается для богов, совершалось как должно.

Туземным египетским воинам (махимам) и другим людям участвовавшим в мятеже, но вернувшимся по домам, была гарантирована амнистия, это тоже нашло отражение в Розетском камне.
См. также: город Тмуис
Возмездие, которое обрушилось на мятежников в 197 году до н. э. не положило конец национальному восстанию. В Фиваиде египетское правительство только в 187—186 годах до н. э. избавилось от закрепившихся там местных вождей. Так как именно с этого времени возобновились работы над храмом в Эдфу, это означало, что правительство к тому времени надёжно взяло регион под свой контроль. 
В некоторых иероглифических и демотических надписях на храмовых стенах на острове Филы, видимо, содержатся свидетельства о подавлении эфиопских мятежников в 21-й год Эпифана (185/184 года до н. э.). Вероятно, в том же году царь и царица Клеопатра вместе с их маленьким сыном, будущим Птолемеем Филометором, сделали на этом острове посвящение Асклепию — то есть египтянину Имхотепу. Вероятно, царская чета отправилась в Верхний Египет после установления порядка в стране.
В следующем году (184/183 года до н. э.; Полибий сообщает, что царю было 25 лет) Поликрату, видимо, наконец-то удалось подавить восстание в Нижнем Египте. Местные вожди — Атинис, Паусира, Хесуф и Иробаст (возможно, заявлявшие, что происходят от какого-то древнего фараона)  — стремившиеся к установлению новой египетской династии после изгнания чужеземцев, поняли, что их дело проиграно, и явились в Саис, чтобы сдаться царю на условиях, которые Птолемей подтвердил своей клятвой. Но вероломный и мстительный Птолемей Эпифан, как только они оказались в его власти, нарушил слово. Египетских вождей привязали за ноги позади его колесницы, голыми протащили по улицам, истерзали и предали смерти.

### Конфликт с Эвменом II
В «Естественной истории» Плиний Старший, ссылаясь на сведения Марка Теренция Варрона, сообщал о конфликте правителей Египта и Пергама. Этот живший в I веке древнеримский автор писал: «Благодаря соперничеству между царями Птолемеем и Евменом в устройстве библиотек, когда Птолемей стал удерживать бумагу для себя, в Пергаме был изобретён пергамент. Позже использование этого предмета, на котором основано бессмертие людей, снова сделалось общераспространённым». В изложении Плиния Старшего причиной конфликта стали опасения египетского царя, что многократно увеличившаяся библиотека города Пергама может обогнать по количеству книг Александрийскую библиотеку. Запрет на вывоз за пределы Египта папируса привёл к повсеместному увеличению спроса на материал для письма, получившему по названию города наименование пергамент. Современные историки единодушны, что упоминавшийся в тексте Эвмен — это правивший Пергамским царством в 197—159 годах до н. э. Эвмен II. Однако есть разные мнения, кого из египетских правителей по имени Птолемей имел в виду Плиний Старший. Предполагается, что это — Птолемей V Эпифан. Однако также возможно, что им могли быть и другие современники Эвмена II: Птолемей VI Филометор или Птолемей VIII Эвергет.

### Смерть царя
Внезапно Птолемей V Эпифан умер в возрасте всего лишь двадцати восьми лет (в конце 181 или начале 180 года до н. э.). Интересную версию его смерти передаёт Порфирий (в передаче Иеронима). Когда Птолемей обсуждал планы новой войны с Селевком IV, один из вельмож спросил его, откуда он возьмёт на неё деньги, и Птолемей ответил, что его богатство — в его друзьях. Вельможи поняли царский ответ в том смысле, что царь намерен взять большие пожертвования на войну у приближённых ко двору богачей, и вследствие этого, когда о фразе стало известно, вельможи составили заговор против царя и отравили его.
Евсевий Кесарийский, со слов Порфирия Тирского, в своей «Хронике» говорит, что Птолемей V Эпифан царствовал в течение 24 лет.

### Семья
- Его женой была Клеопатра I, дочь царя державы Селевкидов Антиоха III Великого. От неё он имел троих детей:
  - Птолемей VI Филометор
  - Птолемей VIII Эвергет
  -  Клеопатра II

| Династия Птолемеев                    |                                                             |                                 |
| Предшественник: Птолемей IV Филопатор | царь Египта 205/204/203 — 181/180 до н. э. (правил 24 года) | Преемник: Птолемей VI Филометор |